# Sorogaten
Sorogaten is een bestuurslaag in het regentschap Klaten van de provincie Midden-Java, Indonesië. Sorogaten telt 2675 inwoners (volkstelling 2010).